# FRESH (アルバム)
『FRESH』（フレッシュ）は、JUDY AND MARYのベストアルバム。2000年3月23日にエピックレコードジャパンより発売された。
CD発売から2週間後の2000年4月5日にMD盤で発売されている。

## 解説
JUDY AND MARY活動中にリリースされた唯一のベストアルバム。オリコンアルバムチャートでは1997年の『THE POWER SOURCE』以来通算2作目の週間1位を獲得。累計売上も170万枚を超えるヒットとなった。
収録曲はほぼシングルコレクション的なものとなっている。また、ティム・ヤングによるリマスタリングが施されている。本作発売以降、アルバム曲なども含めたコンピレーション盤『The Great Escape -COMPLETE BEST-』が解散後に発売されたほか、2006年には本作以降に発売された楽曲なども収録し2枚組となった『COMPLETE BEST ALBUM「FRESH」』が発売されている。
初回CD盤のみデジパック仕様とピクチャーレーベル仕様。
後に発売された『COMPLETE BEST ALBUM「FRESH」』では、マスタリングに立ち会うなど、監修はほぼTAKUYAが行っている。

## 収録曲
| #         | タイトル                        | 作詞           | 作曲       | 編曲          | 時間  |
| --------- | ------------------------------- | -------------- | ---------- | ------------- | ----- |
| 1.        | 「POWER OF LOVE」               | YUKI           | 恩田快人   | JUDY AND MARY | 4:59  |
| 2.        | 「BLUE TEARS」                  | YUKI           | 恩田快人   | JUDY AND MARY | 3:22  |
| 3.        | 「DAYDREAM」                    | YUKI           | 恩田快人   | JUDY AND MARY | 3:35  |
| 4.        | 「Hello! Orange Sunshine」      | YUKI           | 恩田快人   | JUDY AND MARY | 4:36  |
| 5.        | 「RADIO」                       | Tack and Yukky | TAKUYA     | JUDY AND MARY | 4:24  |
| 6.        | 「小さな頃から」                | YUKI           | 恩田快人   | JUDY AND MARY | 5:12  |
| 7.        | 「自転車」                      | YUKI           | 恩田快人   | JUDY AND MARY | 4:17  |
| 8.        | 「Over Drive」                  | YUKI           | TAKUYA     | JUDY AND MARY | 4:18  |
| 9.        | 「KYOTO」                       | YUKI           | TAKUYA     | JUDY AND MARY | 5:18  |
| 10.       | 「ドキドキ」                    | YUKI           | 恩田快人   | JUDY AND MARY | 4:18  |
| 11.       | 「そばかす」                    | YUKI           | 恩田快人   | JUDY AND MARY | 4:14  |
| 12.       | 「クラシック」                  | Tack and Yukky | TAKUYA     | JUDY AND MARY | 3:49  |
| 13.       | 「くじら12号」                  | Tack and Yukky | TAKUYA     | JUDY AND MARY | 4:38  |
| 14.       | 「散歩道」                      | YUKI           | 五十嵐公太 | JUDY AND MARY | 5:04  |
| 15.       | 「ミュージック ファイター」     | Tack and Yukky | TAKUYA     | JUDY AND MARY | 3:52  |
| 16.       | 「LOVER SOUL」                  | YUKI           | TAKUYA     | JUDY AND MARY | 6:01  |
| 17.       | 「Brand New Wave Upper Ground」 | YUKI           | TAKUYA     | TAKUYA        | 4:58  |
| 合計時間: | 合計時間:                       | 合計時間:      | 合計時間:  | 合計時間:     | 76:55 |

### 解説
1. POWER OF LOVE
  - デビューシングル。シングルやアルバム『J・A・M』に収録されたものと異なり、最後がフェードアウトしない。
2. BLUE TEARS
  - 2ndシングル。
3. DAYDREAM
  - 3rdシングル。シングルやアルバム『J・A・M』に収録されたものと異なり、最後がフェードアウトしない。
4. Hello! Orange Sunshine
  - 4thシングル1曲目。
5. RADIO
  - 4thシングル2曲目。
6. 小さな頃から
  - 6thシングル1曲目。
7. 自転車
  - 6thシングル2曲目。
8. Over Drive
  - 7thシングル。
9. KYOTO
  - 唯一のアルバム曲。『MIRACLE DIVING』に収録されていたものと異なり、最後がフェードアウトしない。
10. ドキドキ
  - 8thシングル。
11. そばかす
  - 9thシングル。
12. クラシック
  - 10thシングル。
13. くじら12号
  - 11thシングル。
14. 散歩道
  - 14thシングル。
15. ミュージック ファイター
  - 15thシングル。
16. LOVER SOUL
  - 13thシングル。
17. Brand New Wave Upper Ground
  - 18thシングル。